# Prénovel
Prénovel foi uma comuna francesa na região administrativa de Borgonha-Franco-Condado, no departamento de Jura. Estendia-se por uma área de 8,2 km². Em 2010 a comuna tinha 299 habitantes (densidade: 36,5 hab./km²).
Em 1 de janeiro de 2016, passou a formar parte da nova comuna de Nanchez.